# 양정원 (필라테스 강사)
양정원(梁定原, 1988년 9월 22일~)은 대한민국의 필라테스 강사 겸 연기자이다. 마이 리틀 텔레비전에서 필라테스를 통해 육감적 몸매와 유연성을 보여줘 화제가 되었다.
양정원은 경상북도 구미시에서 양기중과 박애리사의 슬하 1남 2녀 중 둘째로 태어났다. 선화예술고등학교 발레과를 졸업하여 최종 학력인 연세대학교 대학원 스포츠심리학과를 졸업했다. 이때부터 인터넷 5대 얼짱으로 불리며, 미모를 인정받았다. 2008년 연예계 데뷔 활동을 시작으로 많은 노력을 거두고 있다. 학창 시절부터 발레를 배웠고, 트레이너에 대한 꿈을 갖게 되었다.

## 학력
- 선화예술중학교 무용과(졸업)
- 선화예술고등학교 무용과(졸업)
- 한성대학교 무용과(졸업)
- 연세대학교 대학원 스포츠심리학과(졸업)
- 연세대학교 대학원 체육학과(졸업)

## 연기 활동

### 드라마
- 2006년 MBC 일일시트콤《거침없이 하이킥!》 유미 친구 역
- 2008년 tvN 다큐드라마 《막돼먹은 영애씨 시즌3》... 인턴 양정원 역
- 2012년 E채널 주말드라마 《당신은 왜 결혼하지 못했을까?》
- 2016년 MBC 일일 특별기획 《아름다운 당신》
- 2016년 MBC 일일연속극 《다시 시작해》 ... 맞선녀 역(특별출연)
- 2016년 SBS 주말드라마 -> 토요드라마[3] 《우리 갑순이》 ... 조아영 역
- 2018년 MBN 수요드라마 《연남동 539》 ... 양수리 역

### 영화
- 2012년 《미확인 동영상: 절대클릭금지》... 여대생 역(특별출연)
- 2016년 《짐작보다 따뜻하게》 ... 양정원 역

### TV 예능 프로그램
- 《출발 드림팀 시즌2》(KBS2)
- 《TV쇼 진품명품》(KBS1)
- 《더 바디 쇼 2》(온 스타일)
- 《아주 사적인 TV》(MBC 에브리원)
- 《마이 리틀 텔레비전》(MBC)
- 《동상이몽, 괜찮아 괜찮아》(SBS)
- 《원나잇 푸드트립》(OLIVE)
- 《THE 건강한 SHOW 'IN&OUT'》(sky Drama)
- 《나 혼자 간다 여행 3색 힐링 여행》(sky Travel)
- 《정글의 법칙 in 코모도》(SBS)

## 교양 프로그램
- 2020년 《생방송 행복드림 로또 6/45》- 게스트 928회

### 라디오 프로그램
- 《일요 FM 라디오 경청》(EBS FM, 2017년 9월 24일)

## 경력
- 2012년 8월 민주신문 기자
- 2014년 1월 국제필라테스교육협회 교육이사
- 2014년 12월 브르노콘서바토리 한국캠퍼스 공연예술학부 외래교수

## 수상
- 2014년 미스 인터콘티넨탈 서울 대회 1위

## 가족
- 부모: 양기중 (아버지), 박애리사 (어머니)
- 형제자매: 언니 양한나, 남동생 양장호
- 배우자: 8살 연상 일반인 남성(2023년 5월 6일 결혼)
- 자녀: 1남(2023년 12월 8일생)